# Copa de baloncesto de Francia 2024-25
La 48.ª edición de la Copa de baloncesto de Francia (en francés Coupe de France y también conocida como  Trophée Robert Busnel en memoria de Robert Busnel, baloncestista francés fallecido en 1991) fue una competición organizada por la Federación francesa de baloncesto que enfrentó a 64 equipos franceses profesionales y amateurs en forma de torneo de eliminación directa y se llevó a cabo de septiembre de 2024 a abril de 2025.

## 64avos de final
Esta ronda se disputó entre el 23 y el 25 de septiembre de 2024. En esta ronda participan los dos últimos ascendidos a Pro A, 18 equipos de Pro B, 27 de NM1 y un equipo de NM2 ganador del Trofeo Copa de Francia 2024.
| Equipo 1                             | Resultado | Equipo 2                      |
| ------------------------------------ | --------- | ----------------------------- |
| Metz Basket Club                     | 78 - 82   | Mulhouse Basket Agglomération |
| Tours Métropole Basket               | 83 - 71   | ALM Évreux Basket             |
| Union Tarbes-Lourdes Pyrénées Basket | 75 - 91   | Pau-Lacq-Orthez               |
| Stade toulousain                     | 70 - 47   | Boulazac Basket Dordogne      |
| Union Rennes basket 35               | 89 - 79   | Les Sables Vendée Basket      |
| Béliers de Quimper UJAP 1984         | 95 - 77   | Nantes Basket Hermine         |
| Basket Club d'Orchies                | 86 - 75   | Denain Voltaire Basket        |
| Lyonso Basket                        | 96 - 88   | Fos Provence Basket           |
| AS Loon Plage Basket                 | 76 - 83   | Rouen Métrople Basket         |
| Levallois Sporting Club              | 80 - 68   | Champagne Basket              |
| STB Le Havre                         | 100 - 77  | C’Chartres Métropole Basket   |
| Pays de Fougères Basket              | 63 - 82   | Poitiers Basket 86            |
| Feurs Enfants du Forez               | 86 - 84   | JA Vichy-Clermont             |
| Étoile de Charleville-Mézières       | 60 - 82   | Alliance Sport Alsace         |
| S.O.M. Boulogne                      | 74 - 69   | Caen Basket Calvados          |
| Besançon Avenir Comtois              | 80 - 102  | Chorale Roanne Basket         |
| Union Sportive Avignon Pontet        | 84 - 96   | Sharks Antibes                |
| Aurore de Vitré                      | 61 - 81   | ADA Blois Basket 41           |
| Étoile Angers Basket                 | 88 - 84   | Orléans Loiret Basket         |
| Saint-Chamond Basket                 | 92 - 96   | Aix Maurienne Savoie Basket   |
| Saint-Vallier Basket Drôme           | 78 - 91   | Hyères-Toulon Var Basket      |
| Vendée Challans Basket               | 100 - 79  | CEP Lorient                   |
| Poissy Basket Association            | 70 - 81   | Berck Basket Club             |

## 32avos de final
| Equipo 1                      | Resultado | Equipo 2                    |
| ----------------------------- | --------- | --------------------------- |
| STB Le Havre                  | 64 - 81   | Tours Métropole Basket      |
| Stade toulousain              | 52 - 91   | Poitiers Basket 86          |
| Rouen Métrople Basket         | 91 - 94   | Le Mans Sarthe Basket       |
| Union Rennes basket 35        | 67 - 85   | ADA Blois Basket 41         |
| Béliers de Quimper UJAP 1984  | 90 - 66   | Vendée Challans Basket      |
| Mulhouse Basket Agglomération | 81 - 94   | Alliance Sport Alsace       |
| Lyonso Basket                 | 67 - 80   | Chorale Roanne Basket       |
| Feurs Enfants du Forez        | 85 - 101  | Aix Maurienne Savoie Basket |
| S.O.M. Boulogne               | 85 - 87   | BCM Gravelines              |
| Berck Basket Club             | 75 - 79   | Levallois Sporting Club     |
| Angers Basket Club 49         | 78 - 81   | Stade Rochelais Basket      |
| Pau-Lacq-Orthez               | 65 - 61   | CSP Limoges                 |
| Hyères-Toulon Var Basket      | 99 - 72   | Sharks Antibes              |
| Strasbourg IG                 | 106 - 66  | SLUC Nancy Basket           |
| Basket Club d'Orchies         | 83 - 95   | Élan Sportif Chalonnais     |

## 16avos de final
| Equipo 1                       | Resultado | Equipo 2                |
| ------------------------------ | --------- | ----------------------- |
| Aix Maurienne Savoie Basket    | 84 - 97   | Poitiers Basket 86      |
| Béliers de Quimper UJAP 1984   | 80 - 86   | ADA Blois Basket 41     |
| Hyères-Toulon Var Basket       | 77 - 84   | Le Mans Sarthe Basket   |
| Pau-Lacq-Orthez                | 94 - 86   | Strasbourg IG           |
| Alliance Sport Alsace          | 87 - 66   | Élan Sportif Chalonnais |
| Chorale Roanne Basket          | 93 - 75   | Stade Rochelais Basket  |
| JDA Dijon                      | 113 - 70  | BCM Gravelines          |
| Levallois Sporting Club Basket | 78 - 80   | Tours Métropole Basket  |

## Cuadro final
|  | Octavos de final | Octavos de final          | Octavos de final        |                         |                       | Cuartos de final      | Cuartos de final | Cuartos de final |  |                  | Semifinales      | Semifinales | Semifinales |  |                  | Final            | Final | Final |  |
|  |                  |                           |                         |                         |                       |                       |                  |                  |  |                  |                  |             |             |  |                  |                  |       |       |  |
|  |                  |                           |                         |                         |                       |                       |                  |                  |  |                  |                  |             |             |  |                  |                  |       |       |  |
|  | 1                | Pau-Lacq-Orthez           | 78                      |                         |                       |                       |                  |                  |  |                  |                  |             |             |  |                  |                  |       |       |  |
|  | 1                | Pau-Lacq-Orthez           | 78                      |                         |                       |                       |                  |                  |  |                  |                  |             |             |  |                  |                  |       |       |  |
|  | 16               | Paris Basketball          | 107                     |                         |                       |                       |                  |                  |  |                  |                  |             |             |  |                  |                  |       |       |  |
|  | 16               | Paris Basketball          | 107                     |                         | Paris Basketball      | Paris Basketball      | 93               |                  |  |                  |                  |             |             |  |                  |                  |       |       |  |
|  |                  |                           |                         |                         | Paris Basketball      | Paris Basketball      | 93               |                  |  |                  |                  |             |             |  |                  |                  |       |       |  |
|  |                  |                           | JDA Dijon               | JDA Dijon               | 78                    |                       |                  |                  |  |                  |                  |             |             |  |                  |                  |       |       |  |
|  | 9                | JDA Dijon                 | JDA Dijon               | JDA Dijon               | 78                    | 91                    |                  |                  |  |                  |                  |             |             |  |                  |                  |       |       |  |
|  | 9                | JDA Dijon                 |                         |                         |                       |                       |                  |                  |  |                  |                  |             |             |  |                  |                  |       |       |  |
|  | 8                | ESSM Le Portel            | 82                      |                         |                       |                       |                  |                  |  |                  |                  |             |             |  |                  |                  |       |       |  |
|  | 8                | ESSM Le Portel            | 82                      |                         |                       |                       |                  |                  |  | Paris Basketball | Paris Basketball | 99          |             |  |                  |                  |       |       |  |
|  |                  |                           |                         |                         |                       |                       |                  |                  |  | Paris Basketball | Paris Basketball | 99          |             |  |                  |                  |       |       |  |
|  |                  |                           | JL Bourg Basket         | JL Bourg Basket         | 91                    |                       |                  |                  |  |                  |                  |             |             |  |                  |                  |       |       |  |
|  | 5                | Alliance Sport Alsace     | JL Bourg Basket         | JL Bourg Basket         | 91                    | 81                    |                  |                  |  |                  |                  |             |             |  |                  |                  |       |       |  |
|  | 5                | Alliance Sport Alsace     |                         |                         |                       |                       |                  |                  |  |                  |                  |             |             |  |                  |                  |       |       |  |
|  | 12               | Chorale Roanne Basket     | 68                      |                         |                       |                       |                  |                  |  |                  |                  |             |             |  |                  |                  |       |       |  |
|  | 12               | Chorale Roanne Basket     | 68                      |                         | Alliance Sport Alsace | Alliance Sport Alsace | 64               |                  |  |                  |                  |             |             |  |                  |                  |       |       |  |
|  |                  |                           |                         |                         | Alliance Sport Alsace | Alliance Sport Alsace | 64               |                  |  |                  |                  |             |             |  |                  |                  |       |       |  |
|  |                  |                           | JL Bourg Basket         | JL Bourg Basket         | 65                    |                       |                  |                  |  |                  |                  |             |             |  |                  |                  |       |       |  |
|  | 13               | Poitiers Basket 86        | JL Bourg Basket         | JL Bourg Basket         | 65                    | 89                    |                  |                  |  |                  |                  |             |             |  |                  |                  |       |       |  |
|  | 13               | Poitiers Basket 86        |                         |                         |                       |                       |                  |                  |  |                  |                  |             |             |  |                  |                  |       |       |  |
|  | 4                | JL Bourg Basket           | 94                      |                         |                       |                       |                  |                  |  |                  |                  |             |             |  |                  |                  |       |       |  |
|  | 4                | JL Bourg Basket           | 94                      |                         |                       |                       |                  |                  |  |                  |                  |             |             |  | Paris Basketball | Paris Basketball | 91    |       |  |
|  |                  |                           |                         |                         |                       |                       |                  |                  |  |                  |                  |             |             |  | Paris Basketball | Paris Basketball | 91    |       |  |
|  |                  |                           | Le Mans Sarthe Basket   | Le Mans Sarthe Basket   | 80                    |                       |                  |                  |  |                  |                  |             |             |  |                  |                  |       |       |  |
|  | 3                | ADA Blois Basket 41       | Le Mans Sarthe Basket   | Le Mans Sarthe Basket   | 80                    | 84                    |                  |                  |  |                  |                  |             |             |  |                  |                  |       |       |  |
|  | 3                | ADA Blois Basket 41       |                         |                         |                       |                       |                  |                  |  |                  |                  |             |             |  |                  |                  |       |       |  |
|  | 14               | AS Mónaco                 | 99                      |                         |                       |                       |                  |                  |  |                  |                  |             |             |  |                  |                  |       |       |  |
|  | 14               | AS Mónaco                 | 99                      |                         | AS Mónaco             | AS Mónaco             | 83               |                  |  |                  |                  |             |             |  |                  |                  |       |       |  |
|  |                  |                           |                         |                         | AS Mónaco             | AS Mónaco             | 83               |                  |  |                  |                  |             |             |  |                  |                  |       |       |  |
|  |                  |                           | ASVEL Lyon-Villeurbanne | ASVEL Lyon-Villeurbanne | 70                    |                       |                  |                  |  |                  |                  |             |             |  |                  |                  |       |       |  |
|  | 11               | Saint-Quentin Basket-Ball | ASVEL Lyon-Villeurbanne | ASVEL Lyon-Villeurbanne | 70                    | 54                    |                  |                  |  |                  |                  |             |             |  |                  |                  |       |       |  |
|  | 11               | Saint-Quentin Basket-Ball |                         |                         |                       |                       |                  |                  |  |                  |                  |             |             |  |                  |                  |       |       |  |
|  | 6                | ASVEL Lyon-Villeurbanne   | 76                      |                         |                       |                       |                  |                  |  |                  |                  |             |             |  |                  |                  |       |       |  |
|  | 6                | ASVEL Lyon-Villeurbanne   | 76                      |                         |                       |                       |                  |                  |  | AS Mónaco        | AS Mónaco        | 99          |             |  |                  |                  |       |       |  |
|  |                  |                           |                         |                         |                       |                       |                  |                  |  | AS Mónaco        | AS Mónaco        | 99          |             |  |                  |                  |       |       |  |
|  |                  |                           | Le Mans Sarthe Basket   | Le Mans Sarthe Basket   | 102                   |                       |                  |                  |  |                  |                  |             |             |  |                  |                  |       |       |  |
|  | 7                | Tours Métropole Basket    | Le Mans Sarthe Basket   | Le Mans Sarthe Basket   | 102                   | 72                    |                  |                  |  |                  |                  |             |             |  |                  |                  |       |       |  |
|  | 7                | Tours Métropole Basket    |                         |                         |                       |                       |                  |                  |  |                  |                  |             |             |  |                  |                  |       |       |  |
|  | 10               | Le Mans Sarthe Basket     | 94                      |                         |                       |                       |                  |                  |  |                  |                  |             |             |  |                  |                  |       |       |  |
|  | 10               | Le Mans Sarthe Basket     | 94                      |                         | Le Mans Sarthe Basket | Le Mans Sarthe Basket | 101              |                  |  |                  |                  |             |             |  |                  |                  |       |       |  |
|  |                  |                           |                         |                         | Le Mans Sarthe Basket | Le Mans Sarthe Basket | 101              |                  |  |                  |                  |             |             |  |                  |                  |       |       |  |
|  |                  |                           | Cholet Basket           | Cholet Basket           | 82                    |                       |                  |                  |  |                  |                  |             |             |  |                  |                  |       |       |  |
|  | 15               | Nanterre 92               | Cholet Basket           | Cholet Basket           | 82                    | 84                    |                  |                  |  |                  |                  |             |             |  |                  |                  |       |       |  |
|  | 15               | Nanterre 92               |                         |                         |                       |                       |                  |                  |  |                  |                  |             |             |  |                  |                  |       |       |  |
|  | 2                | Cholet Basket             | 97                      |                         |                       |                       |                  |                  |  |                  |                  |             |             |  |                  |                  |       |       |  |
|  | 2                | Cholet Basket             | 97                      |                         |                       |                       |                  |                  |  |                  |                  |             |             |  |                  |                  |       |       |  |
|  |                  |                           |                         |                         |                       |                       |                  |                  |  |                  |                  |             |             |  |                  |                  |       |       |  |

## Final
| 26 de abril de 2025 | Le Mans Sarthe Basket                                             | 80–91                                 | Paris Basketball                                          |                                                             |  |
| 18:15               | Parciales: 26-28, 16–20, 12-21, 26-22                             | Parciales: 26-28, 16–20, 12-21, 26-22 | Parciales: 26-28, 16–20, 12-21, 26-22                     |                                                             |  |
|                     | Estadísticas Trevor Hudgins 22 DiLeo, Penda 6 Buchanan, Yeguete 3 | Reporte Pts Reb Asts                  | Estadísticas 20 Nadir Hifi 6 Collin Malcolm 7 T.J. Shorts | Pabellón: Accor Arena, París Asistencia: 15000 espectadores |  |